# Apache CXF
Apache CXF是一个开源的，全功能的，容易使用的Web服务框架。CXF是两个项目的结合：由IONA技术公司（现在是Progress的一部分）开发的Celtix和由Codehaus主持的团队开发的XFire，合并是由人们在Apache软件基金会共同完成的。CXF的名字来源于"Celtix"和"XFire"的首字母。
CXF的关键的设计考虑因素包括：
- 前端，如JAX-WS，与核心代码的彻底分离。
- 简单易用，例如，创建客户端和端点不需标注。
- 高性能，最少的计算开销。
- 可嵌入的Web服务组件：例如可以嵌入到Spring Framework和Geronimo中。

在面向服务的架构（SOA）基础设施项目中，CXF通常和Apache ServiceMix，Apache Camel以及Apache ActiveMQ一起使用。

## 特性
CXF支持的特性非常广泛，但特性主要在以下一些方面：
- 支持的Web服务标准包括：
  - SOAP
  - WS-Addressing
  - WS-Policy
  - WS-ReliableMessaging
  - WS-Security
  - WS-SecurityPolicy
  - WS-SecureConversation
- JAX-WS API，用于Web服务开发
  - WSDL优先工具
  - Java优先支持
- JAX-RS (JSR 311 1.0) API，用于RESTfulWeb服务开发
- JavaScript编程模型，用于客户端和服务端开发
- Maven工具
- 支持CORBA
- HTTP和JMS传输层
- 可嵌入的开发：
  - ServiceMix或其他JBI容器
  - Geronimo或其他Java EE容器
  - Tomcat或其他Servlet容器
  - OSGi
- 引用OSGi远程服务实现

## 商业支持
包括FuseSource（页面存档备份，存于）在内的软件厂商提供CXF的企业支持。FuseSource提供一个CXF的企业版本，称作FUSE Services Framework（页面存档备份，存于），该版本是经过测试，认证并提供支持的。